# Pickstock
Pickstock – osada w Anglii, w hrabstwie Shropshire, w dystrykcie (unitary authority) Telford and Wrekin, w civil parish Chetwynd. Leży 4 km od miasta Newport. W 1870-72 osada liczyła 157 mieszkańców.